# Villa La Bluette
Villa La Bluette è una storica residenza di Hermanville-sur-Mer in Normandia.

## Storia
La villa venne eretta nel 1899 secondo il progetto dell'architetto Hector Guimard su commissione di un avvocato parigino, Prosper Grivellé.
La casa, che fa parte del gruppo di case di villeggiatura realizzate sulla costa tra Lion-sur-Mer e Hermanville-sur-Mer verso il 1900, rappresenta, con un solo altro edificio, la sola casa del primo periodo di costruzione del Guimard a essere sopravvissuta.
L'autorimessa, provvista di una stanza al piano, venne aggiunta verso il 1925.
L'edificio è classificato ed iscritto parzialmente ai monumenti storici dal 15 dicembre 2005.

## Descrizione
La villa si trova al 272 di rue du Pré-de-l'Isle a Hermanville-sur-Mer nel Calvados. Occupa un lotto affacciato sulla Manica con accesso diretto alla spiaggia.
L'edificio, che presenta uno stile art nouveau, ha un rivestimento a graticcio realizzato in legno, pietra calcarea e ciottoli. Gli elementi in legno sono dipinti di blu.

## Galleria d'immagini

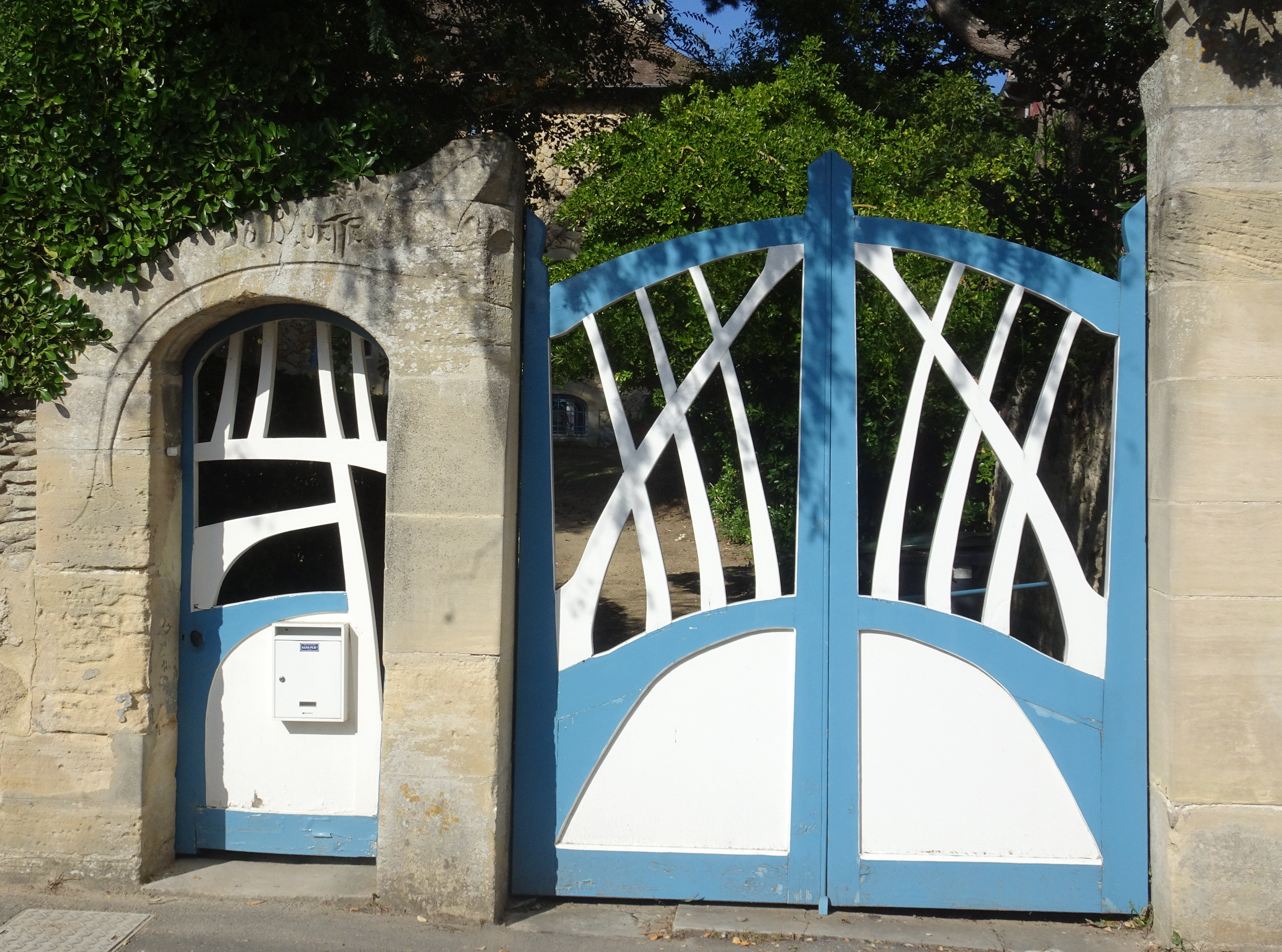
Il cancello
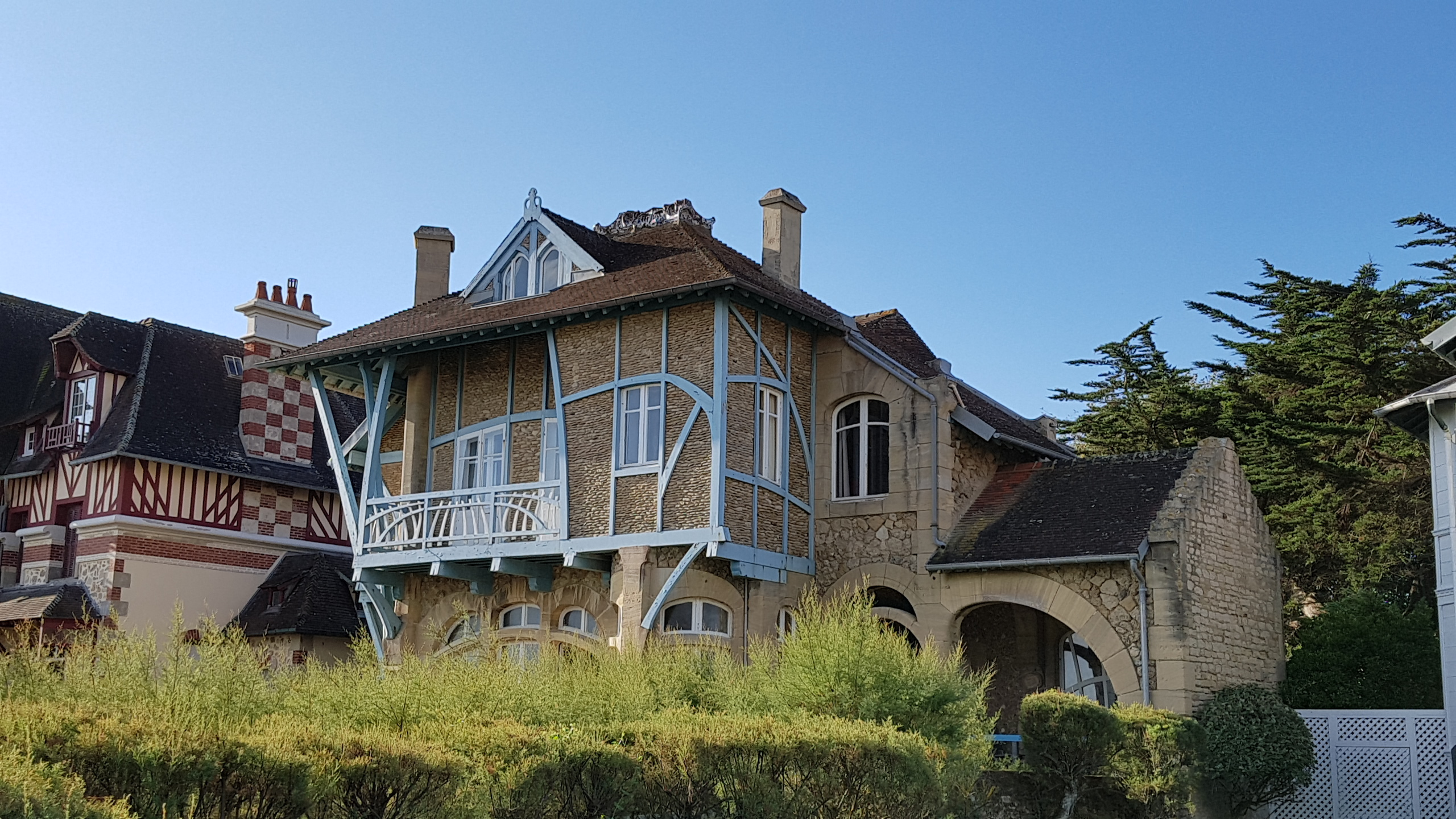
Veduta